# Stephan Wirz
Stephan Wirz (* 1959 in Stuttgart) ist ein Schweizer Ethiker. Er lehrt als Titularprofessor an der Theologischen Fakultät der Universität Luzern mit den Schwerpunkten Wirtschafts-, Unternehmens- und Konsumethik.

## Leben
Wirz wurde in Stuttgart geboren, mit sieben Jahren zog seine Familie nach Wien. Nach einer Zwischenstation in Gauting (bei München) kam er nach Den Haag, wo er sein Abitur ablegte. Wirz studierte Theologie (Diplom-Theologe), politische Wissenschaften, Volkswirtschaftslehre und Völkerrecht (Dipl. sc. pol. Univ.) an der Ludwig-Maximilians-Universität München. Vor und während des Doktoratsstudiums (Dr. theol.) in München arbeitete er bei der Schweizerischen Kreditanstalt in Zürich. Anschliessend folgte eine fünfjährige Tätigkeit bei ABB in Baden (Schweiz). Als Dozent unterrichtete er Ethik an der Fachhochschule Aargau. Nach der Habilitation wurde er Privatdozent für Theologische Ethik der Universität Luzern und war Lehr- und Forschungsbeauftragter beim Zentrum Religion, Wirtschaft, Politik der Universitäten Luzern, Universität Zürich und Universität Basel. Von 2007 bis Ende April 2020 leitete er den Fachbereich Wirtschaft und Arbeit der Paulus-Akademie. 2012 erfolgte die Wahl zum Titularprofessor für Ethik an der Theologischen Fakultät der Universität Luzern. Der Wirtschaftsethik-Preis der Hanns-Seidel-Stiftung wurde ihm 2012 verliehen.
Seine Forschungsschwerpunkte sind Wirtschafts-, Unternehmens- und Konsumethik sowie Führungsethik.

## Schriften (Auswahl)
Monographien
- Vom Mangel zum Überfluss. Die bedürfnisethische Frage in der Industriegesellschaft (= Schriften des Instituts für Christliche Sozialwissenschaften der Westfälischen Wilhelms-Universität Münster. Band 27). Aschendorff, Münster 1993, ISBN 3-402-04535-4 (zugleich Dissertation, München 1992).
- Erfolg und Moral in der Unternehmensführung. Eine ethische Orientierungshilfe im Umgang mit Managementtrends (= Moderne, Kulturen, Relationen. Band 9). Lang, Bern u. a. 2007, ISBN 3-631-56371-X (zugleich Habilitationsschrift, Luzern).

Herausgeberschaft
- Theologischer Disput um die Reform des Sozialstaates. Glaube & Wirtschaft, Fribourg 2008, OCLC 428215444.
  - Le débat théologique sur la réforme de l'Etat-providence. Glaube & Wirtschaft, Fribourg 2008, OCLC 428215449.
- Das Kreuz mit der Leistungsgesellschaft. Résumé der Tagung vom 13. September 2008 in der Paulus-Akademie Zürich zum Thema „Leistungsgesellschaft“. Glaube & Wirtschaft, Fribourg 2009, OCLC 610897688.
  - Culte et culture du résultat. Glaube & Wirtschaft, Fribourg 2009, OCLC 428272030.
- Kampf der Kulturen im Unternehmen? Religion und Weltanschauung als Herausforderung und Chance für das Management. Résumé der Tagung vom 12. September 2009 der Paulus-Akademie Zürich zum Thema „Kampf der Kulturen im Unternehmen“. Glaube & Wirtschaft, Fribourg 2010, OCLC 682165757.
- als Herausgeber mit Philipp W. Hildmann: Soziale Marktwirtschaft: Zukunfts- oder Auslaufmodell? Ein ökonomischer, soziologischer und ethischer Diskurs (= Paulus Akademie. Schriften. Band 6). Theologischer Verlag Zürich, Zürich 2010, ISBN 978-3-290-20059-6.
- als Herausgeber mit Andreas Tunger-Zanetti und Antonius Liedhegener: Religion – Wirtschaft – Politik. Forschungszugänge zu einem aktuellen transdisziplinären Feld  (= Religion – Wirtschaft – Politik. Band 1). Nomos, Baden-Baden 2011, ISBN 3-8329-6539-4.
- als Herausgeber mit Christoph Weber-Berg: Leben die Alten auf Kosten der Jungen? Wie sicher sind unsere Sozialwerke? Paulus-Akademie, Zürich ... Tagung vom 18. September 2010 des Vereins Glaube & Wirtschaft, der Vereinigung Christlicher Unternehmer und der Paulus-Akademie Zürich zum Thema „Leben die Alten auf Kosten der Jungen?“ (= Debatte. Nummer 69). Verein Glaube & Wirtschaft, Schmerikon 2011, OCLC 731603314.
- als Herausgeber mit Gerhard Droesser: Urbaner Lebens- und Konsumstil (= Schriften Paulus-Akademie Zürich. Band 9). Theologischer Verlag Zürich, Zürich 2014, ISBN 978-3-290-20084-8.
- als Herausgeber: Fragen zur Zeit. 50 Jahre Paulus Akademie (= Schriften Paulus Akademie Zürich, Band 11). Theologischer Verlag Zürich, Zürich 2016, ISBN 978-3-290-20137-1.
- als Herausgeber: Kapitalismus – ein Feindbild für die Kirchen? (= Paulus Akademie. Schriften. Band 13). Theologischer Verlag Zürich und Nomos, Zürich 2018, ISBN 3-290-20167-8.
- als Herausgeber mit Gerhard Schwarz: Reden und reden lassen. Anstand und Respekt statt politische Korrektheit. NZZ Libro, Basel 2020,  ISBN 978-3-907291-13-9.

Beiträge in Fachzeitschriften
- Die Suche nach einer theologischen Wirtschaftsethik, in: Schweizerische Kirchenzeitung, Heft 40–41/2004, S. 755–757.
- Modernes Management als Kulturaufgabe, in: Politische Studien, Heft 418, März/April 2008, S. 86–95.
- Wenn die Religion den Arbeitsplatz reglementiert. Gebetszeit versus Gewinnstreben, in: Politische Studien, Themenheft 1, 2012, S. 56–63.
- Wo steht die christlich-soziale Bewegung heute? Niedergang und Aufbruch, in: Politische Studien, Themenheft 2, 2013, S. 68–75.
- Die Stadt als zentraler Ort des Konsumierens. Aus wirtschaftsethischer Sicht, in: Amos international. Gesellschaft gerecht gestalten, Heft 3/2015, S. 12–18.
- Die politische Kirche. „Gaudium et spes“ und die politische Emanzipation der Gläubigen, in: Schweizerische Kirchenzeitung, Heft 4/2015, S. 44-46.51.
- Auf einen anderen Lebensstil setzen. Ein Kommentar zur Enzyklika „Laudato si“ von Papst Franziskus, in: Schweizerische Kirchenzeitung, Heft 35/2015, S. 430–433.
- Kampf gegen die Nährböden der Korruption. Eine Einführung, in: Amos international. Gesellschaft gerecht gestalten, Heft 2/2016, S. 3–5.
- Der Kapitalismus – Feindbild für die Kirchen? In: Schweizerische Kirchenzeitung, Heft 49/2016, S. 625f.
- Konsumgenuss und Verfeinerung des Lebensstils. Braucht es statt Überfluss mehr Suffizienz? In: Amos international. Gesellschaft gerecht gestalten, Heft 4/2017, S. 17–23.

Beiträge in Sammelbänden
- Die Integration individual- und sozialethischer Aspekte als Voraussetzung für eine tragfähige Wirtschafts- und Unternehmensethik, in: Paul Richli (Hg.), Wo bleibt die Gerechtigkeit? Antworten aus Theologie, Philosophie und Rechtswissenschaft (= Luzerner Beiträge zur Rechtswissenschaft. Band 5). Schulthess, Zürich u. a. 2005, S. 173–181, ISBN 3-7255-4875-7.
- Die unternehmensethische Herausforderung: Braucht die Marktwirtschaft unternehmerische Führungspersonen mit neuem Ethos? In: Stephan Wirz und Philipp W. Hildmann (Hg.), Soziale Marktwirtschaft: Zukunfts- oder Auslaufmodell? Ein ökonomischer, soziologischer und ethischer Diskurs (= Paulus Akademie. Schriften. Band 6). Theologischer Verlag Zürich, Zürich 2010, S. 89–102, ISBN 978-3-290-20059-6.
- Beiträge der christlichen Ethik für eine sinnvolle Gestaltung des Kulturbereichs Wirtschaft. Überlegungen aus katholisch-theologischer Sicht, in: Antonius Liedhegener und Andreas Tunger-Zanetti und Stephan Wirz (Hg.), Religion – Wirtschaft – Politik. Forschungszugänge zu einem aktuellen transdisziplinären Feld  (= Religion – Wirtschaft – Politik. Band 1). Nomos, Baden-Baden 2011, S. 199–220, ISBN 3-8329-6539-4.
- Ethische Politik- und Wirtschaftsberatung in einem direktdemokratischen politischen System, in: A. Katarina Weilert und Philipp W. Hildmann (Hg.), Ethische Politikberatung, Nomos, Baden-Baden 2012, S. 91–105, ISBN 978-3-8329-6701-7.
- Gefährdete Ordnungen der Freiheit. Sind Demokratie und Marktwirtschaft noch zeitgemäss? Betrachtungen und Analysen eines Ethikers und Bürgers, in: Gerhard Droesser und Michael Hartlieb (Hg.), Lebensfragen. Festschrift für Gerfried W. Hunold (= Moderne, Kulturen, Relationen. Band 15). Lang, Frankfurt am Main 2013, S. 207–222, ISBN 978-3-631-63468-4.
- Dynamische Bedürfniswelt. Herausforderungen für den consumer citizen, in: Stephan Wirz und Gerhard Droesser (Hg.), Urbaner Lebens- und Konsumstil (= Schriften Paulus-Akademie Zürich. Band 9). Theologischer Verlag Zürich, Zürich 2014, S. 19–36, ISBN 978-3-290-20084-8.
- Konsumfreiheit: Antipode zu einem genügsamen sozial- und umweltverträglichen Lebensstil? In: Stephan Wirz (Hg.), Kapitalismus – ein Feindbild für die Kirchen? (= Paulus Akademie. Schriften. Band 13). Theologischer Verlag Zürich und Nomos, Zürich 2018, S. 217–230, ISBN 3-290-20167-8.

Beiträge in Lexika
- Konsum/Konsumismus. In: Lexikon für Theologie und Kirche (hg. von Walter Kasper u. a.), Band 6, Freiburg i. Br. u. a., 3. Auflage 1997, S. 325, ISBN 3-451-22006-7.
- Luxus, in: Lexikon für Theologie und Kirche (hg. von Walter Kasper u. a.), Band 6, Freiburg i. Br. u. a., 3. Auflage 1997, S. 1153f, ISBN 3-451-22006-7.
- Ricardo David, in: Lexikon für Theologie und Kirche (hg. von Walter Kasper u. a.), Band 8, Freiburg i. Br. u. a., 3. Auflage 1999, S. 1163f, ISBN 3-451-22008-3.
- Saint-Simon Claude Henri, in: Lexikon für Theologie und Kirche (hg. von Walter Kasper u. a.), Band 8, Freiburg i. Br. u. a., 3. Auflage 1999, S. 1435, ISBN 3-451-22008-3.
- Bedürfnis – III. Sozialethisch, in: Staatslexikon (hg. von der Görres-Gesellschaft und dem Verlag Herder), Band 1, Freiburg i. Br., 8. Auflage 2017, S. 587–591, ISBN 978-3-451-37511-8.
- Konsumethik, in: Staatslexikon (hg. von der Görres-Gesellschaft und dem Verlag Herder), Band 3, Freiburg i. Br., 8. Auflage 2019, S. 1035–1037, ISBN 978-3-451-37513-2.
- Unternehmensethik – II. Sozialethisch, in: Staatslexikon (hg. von der Görres-Gesellschaft und dem Verlag Herder), Band 5, Freiburg i. Br., 8. Auflage 2021, S. 1223–1226, ISBN 978-3-451-37515-6.

Beiträge in Publikumsmedien
- Der mündige Konsument, in: Die Tagespost. Katholische Zeitung für Politik, Gesellschaft und Kultur, S. 7, 9.5.2015.
- Was braucht der Mensch zum Glück und vor allem wie viel? Das evangelische Wochenmagazin, 50, S. 10–13, 2017.
- Die neue Lust am Wettbewerb, in: Die Tagespost. Katholische Zeitung für Politik, Gesellschaft und Kultur, S. 7, 18.2.2017.
- Sprachlosigkeit zwischen Kirchen und Unternehmen, in: Neue Zürcher Zeitung, 23.10.2018.
- als Autor mit Gerhard Schwarz: Für eine Rückkehr zur Debattenkultur, in: Neue Zürcher Zeitung, S. 8, 25.9.2020.
- Das Christentum und der „Kapitalismus“, in: Neue Zürcher Zeitung, S. 19, 8.12.2021.

## Belege
1. ↑  Laudatio für Stephan Wirz – Zur Verleihung des Hanns-Seidel-Preises für verantwortungsvolles Unternehmertum 2012 – München, 31. 10. 2012 – von Prof. Markus Vogt, Lehrstuhl Christliche Sozialethik LMU (PDF), abgerufen am 6. Juni 2019

| Personendaten    | Personendaten                            |
| ---------------- | ---------------------------------------- |
| NAME             | Wirz, Stephan                            |
| KURZBESCHREIBUNG | katholischer Ethiker und Hochschullehrer |
| GEBURTSDATUM     | 1959                                     |
| GEBURTSORT       | Stuttgart                                |